# 栗山理一
栗山 理一（くりやま りいち、1909年1月14日 - 1989年8月19日）は、日本の国文学者・俳句評論家。成城大学名誉教授。

## 経歴
1909年、佐賀県鹿島で生まれた。広島文理科大学で学び、1933年に卒業。
卒業後は教諭となり、大阪府立堺中学校に勤務。1938年、大学の同窓生蓮田善明・池田勉・清水文雄と雑誌『文藝文化』を創刊し、日本浪曼派の一派をなした。同雑誌は1944年まで続いた。1942年、興亜工業大学教授に転じ、1944年に立華高等女学校校長となった。
1954年、成城大学文芸学部教授に就いた。1962年、学位論文『中興俳諧の研究』を広島大学に提出して文学博士の学位を取得。1979年に成城大学を定年退職し、名誉教授となった。1984年勲四等旭日小綬章。1989年8月19日、呼吸不全のため死去。

## 受賞・栄典
- 1963年：『俳諧史』により文部大臣賞を受賞[1]。

## 著作
著書
- 『風流論』子文書房(文芸文化叢書) 1939
- 『古典的感覚』星野書店 1941
- 『一茶』成城国文学会(文芸読本) 1948
- 『近代俳句』成城国文学会(文芸読本) 1948
- 『西鶴』成城国文学会編、成城国文学会(文芸読本) 1949
- 『芭蕉』成城国文学会(文芸読本) 1950
- 『蕪村』市ケ谷出版社 1951 文芸読本
- 『近松門左衛門』成城国文学会編、市ケ谷出版社(文芸読本) 1952
- 『俳句批判 史論的叙述による』至文堂 1955
- 『俳諧史』塙選書 1963
- 『小林一茶』筑摩書房(日本詩人選) 1970
- 『芭蕉の俳諧美論』塙選書 1971
- 『定家伝』古川書房(古川叢書) 1974
- 『短詩形問答』永田書房 1977
- 『俳諧の系譜』角川書店 1980
- 『芭蕉の芸術観』永田書房 1981

編著・校注
- 『天狗芸術論』佚斎樗山子著、校註、春陽堂(新文庫) 1942
- 『南山踏雲録』伴林光平著、校註、春陽堂書店(新文庫) 1944
- 『近世俳句俳文集』(日本古典文学全集) 校注・訳、小学館 1972
- 『俳論集』(日本古典文学全集) 校注・訳、小学館 1973
- 『日本文学における美の構造』雄山閣出版 1976
- 『與謝蕪村集 評釈』(古典日本文学) 筑摩書房 1977
- 『芭蕉・蕪村・一茶』雄山閣出版 1978